# IFPI Norge
IFPI Norge é uma empresa oficial que representa as indústrias fonográficas tanto ou multinacionais da Noruega. É também associada ao IFPI.